# Gary Keating
Gary Keating est un homme politique canadien, il est élu à l'Assemblée législative du Nouveau-Brunswick lors de l'élection provinciale de 2014. Il représente la circonscription de Saint John-Est en tant qu'un membre de l'Association libérale du Nouveau-Brunswick. Il démissionne toutefois le 14 octobre suivant, avant même la rentrée parlementaire, pour des raisons familiales et possiblement de santé, selon L'Acadie nouvelle. Sa démission porte le nombre de sièges libéraux à 26, contre 21 conservateurs et un vert. Une élection partielle sera organisée au plus six mois après dans la circonscription de Saint-Jean-Est.